# Negrito
Negrito er befolkningen på den indiske ø Andamanerne. Negrito-befolkningen er et jæger-samler samfund.
 Der er for få eller ingen kildehenvisninger i denne artikel, hvilket er et problem. Du kan hjælpe ved at angive troværdige kilder til de påstande, som fremføres i artiklen.